# Objaw Gradenigo
Objaw Gradenigo - opisany przez otiatrę włoskiego  Giuseppe Gradenigo. Objaw polega na upośledzeniu odwodzenia gałki ocznej i zbaczaniu jej do przyśrodka (zez zbieżny) po stronie chorego ucha na skutek tożstronnego porażenia nerwu odwodzącego. Występuje on podczas zapalenia szczytu piramidy kości skroniowej (zespół Gradenigo).

Przeczytaj ostrzeżenie dotyczące informacji medycznych i pokrewnych zamieszczonych w Wikipedii.